# Hipoglucemia diabética
La  hipoglucemia diabética o hipoglicemia diabética es una hipoglucemia (nivel de glucosa bajo en sangre) que se produce en un paciente diabético.
No debe ser confundida con el problema contrario: la hiperglucemia.
En general, la hipoglucemia diabética ocurre cuando el tratamiento para reducir el nivel de azúcar en sangre por diabetes acaba produciendo un efecto excesivo, y entonces provoca un descenso de ese nivel por debajo de la normalidad.

## Niveles de glucosa en sangre
El nivel de glucosa (popularmente «azúcar») en sangre (técnicamente glucemia o glicemia) puede ser medido con un glucómetro. La calificación del estado del paciente dependerá de ese resultado, según esta tabla:
|                | En ayunas (habitualmente tras 8 horas de ayuno) | Después de comer (de 10 minutos a 2 horas, variable, menos recomendado) |
| -------------- | ----------------------------------------------- | ----------------------------------------------------------------------- |
| Hipoglucemia   | menos de 50 mg/dL (menos de 2,78 mmol/L)        | menos de 50 mg/dL (menos de 2,78 mmol/L) (anómalo)                      |
| Nivel bajo     | 50 a 70 mg/dL (2,78 a 3,89 mmol/L)              | 50 a 70 mg/dL (2,78 a 3,89 mmol/L) (anómalo)                            |
| Nivel adecuado | 70 a 100 mg/dL (3,89 a 5,56 mmol/L)             | hasta 140 mg/dL en su punto máximo (hasta 7,78 mmol/L)                  |
| Nivel alto     | 100 a 125 mg/dL (5,56 a 6,94 mmol/L)            | 140 a 180 mg/dL en su punto máximo (7,78 a 10 mmol/L)                   |
| Hiperglucemia  | más de 125 mg/dL (más de 6,94 mmol/L)           | más de 180 mg/dL en su punto máximo (más de 10 mmol/L)                  |

## Etiología
La hipoglucemia diabética le puede ocurrir a cualquier persona con diabetes que tome cualquier medicamento para bajar la glucosa en la sangre, pero la hipoglucemia grave se presenta con mayor frecuencia en personas con diabetes tipo 1 que deben tomar insulina para sobrevivir. En la diabetes tipo 1, iatrogénica la hipoglucemia es más corriente como resultado de la interacción de un exceso de insulina con la contrarregulación del nivel glucosa y no debida al exceso de insulina por sí solo (absoluto o relativo ).
La hipoglucemia también puede ser causada por sulfonilurea en las personas con diabetes tipo 2, aunque es mucho menos común ya que la contrarregulación de glucosa en generalmente permanece intacta en las personas con diabetes tipo 2. La hipoglucemia severa pocas veces, o nunca, se presenta en personas con una diabetes tratada sólo con dieta, ejercicio, o sensibilizadores de la insulina.
Para las personas con diabetes insulinodependiente, la hipoglucemia es uno de los peligros recurrentes del tratamiento. Limita la adecuación a un nivel de glucosa normal con métodos de tratamiento ordinarios. La hipoglucemia es una verdadera emergencia médica que requiere un rápido reconocimiento y tratamiento para prevenir daño cerebral o a algún otro órgano.

## Tratamiento de la hipoglucemia diabética
Un paciente de hipoglucemia podría manifestar alteración del estado mental por carencia de glúcidos, con síntomas como debilidad, mareos y desorientación. La situación puede agravarse. En algunas ocasiones, un cierto grado de hipoglucemia en un paciente diabético es seguido por un efecto rebote que aumenta el nivel de azúcar en sangre, pero el propio paciente debería darse cuenta de ello. Para conocer el nivel exacto de azúcar en sangre y compararlo con los niveles de azúcar normales, puede ser utilizado un aparato llamado glucómetro.
En una hipoglucemia diabética hay una excesiva bajada del nivel de azúcar durante su regulación por la diabetes (por ejemplo, por haber recibido demasiada insulina, lo cual produciría un shock insulínico, que quizás sería grave). La hipoglucemia puede aparecer durante una actividad física muy intensa, normalmente poco frecuente, que reduce demasiado el nivel de azúcar del paciente, lo cual se suma de manera inesperada al efecto de la medicación.
Durante la hipoglucemia diabética, está recomendado que el paciente permanezca sentado o tumbado, incluso en el suelo si fuese necesario, tanto como sea posible. Sin embargo, también es necesario reponer el nivel de azúcar. Para ello, seguir la regla de "15 y 15": ingerir 15 gramos de azúcar (los cuales pueden estar en una cuchara normal con azúcar puro, o en media lata de refresco azucarado, o en medio vaso de zumo de frutas, por ejemplo) y, tras 15 minutos, comprobar que el nivel de azúcar en sangre está ya normalizado. Eso puede ser medido con un glucómetro. Si el nivel de azúcar aún no está normalizado, repetir la misma dosis de ingesta. En caso de que el paciente esté poco consciente, conviene que lo que ingiera sea líquido, para evitar riesgos. Si no hay azúcar para comer, es posible ingerir una cantidad moderada de hidratos de carbono (pan, pasta, granos, legumbres, etc.). Está considerado como adecuado en esa circunstancia el recuperar un nivel de azúcar de entre 70 y 100 mg/dL (miligramos por decilitro), que equivale a un nivel de entre 3,89 a 5,56 mmol/L (milimoles por litro). No conviene excederse y caer en el extremo contrario: una hiperglucemia (exceso de glucosa, algo muy posible padeciendo diabetes).
Otra opción son las dosis de glucosa en comprimidos, pastillas y geles. La glucosa es aproximadamente equivalente al azúcar. Cada producto indica la cantidad de glucosa que contiene (en todo el envase o por dosis, una importante diferencia). Existen geles que contienen sólo los 15 gramos requeridos en total, y que el paciente puede ingerir en caso de emergencia.
Si el paciente queda inconsciente por un bajo nivel de azúcar, no alimentarlo, llamar a los servicios médicos de emergencia (hay una lista internacional de números de teléfonos de emergencia aquí).
Existen medicamentos con glucagón (normalmente inyectables, aunque también los hay de otro tipo) que sirven para elevar indirectamente el nivel de azúcar en sangre. Además, existen otras inyecciones que aumentan muy directamente ese nivel (por ejemplo: introduciendo dextrosa en el organismo). Las inyecciones permiten tratar con cierta facilidad a pacientes poco conscientes, y a los ya inconscientes.